# Mikołaj Rej

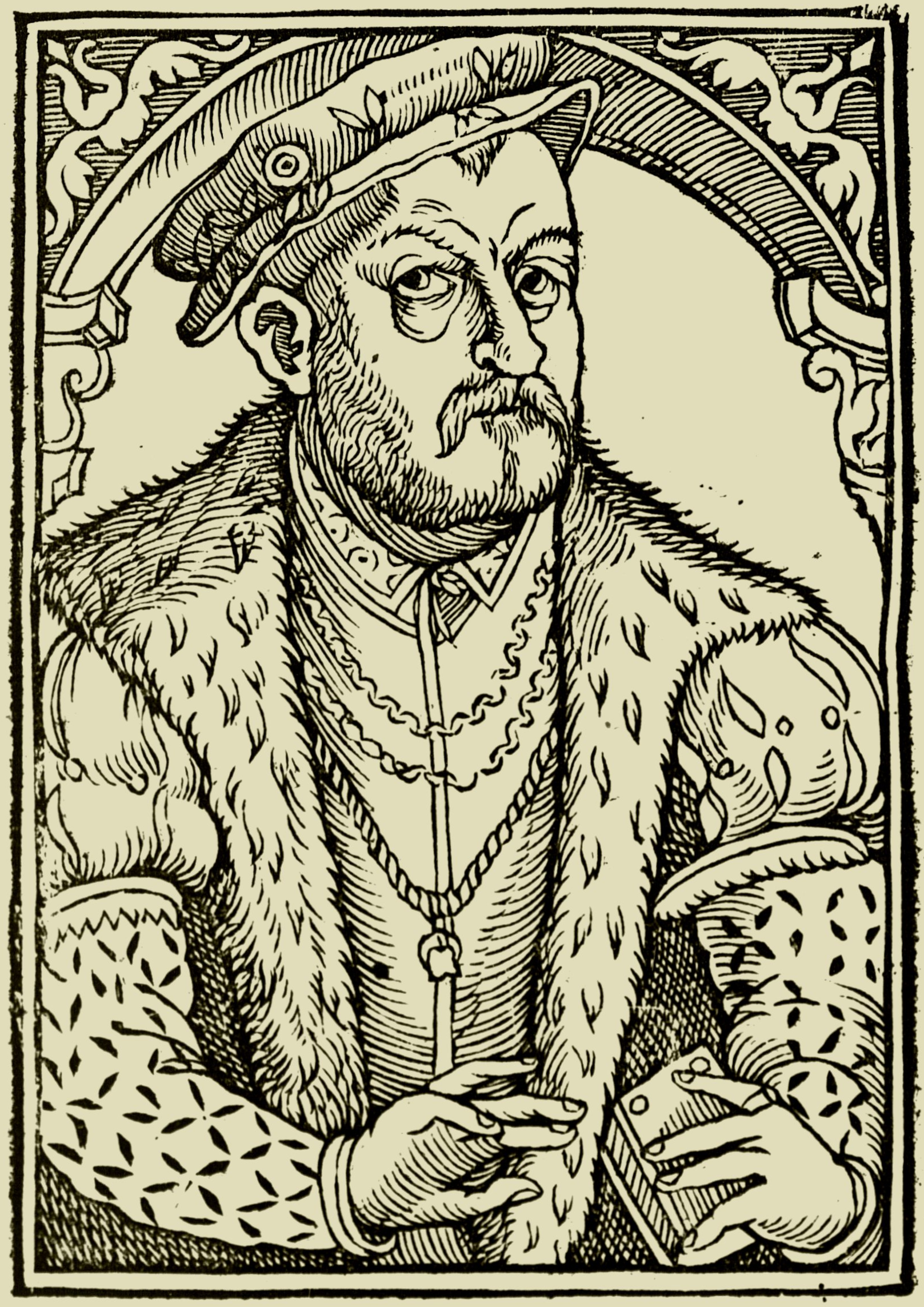
Mikołaj Rej

Mikołaj Rej eller Mikołaj Rey (Nicholas Rey) från Nagłowice, Polen, född 4 februari 1505, död mellan 8 september och 5 oktober 1569, var en av Polens mest kända poeter och författare under renässansen. 
Han var också politiker, musiker och polsk adelsman. Mellan 1541 och 1548 var han kalvinist. Han anses vara en av den polska litteraturens grundare.